# Paolo Mazza
Paolo Mazza (Vigarano Mainarda, 21 de julho de 1901 - Ferrara, 31 de dezembro de 1981) foi um jogador e técnico de futebol italiano.

## Carreira
Paolo Mazza dirigiu a Seleção Italiana na Copa do Mundo de 1962, em conjunto com Giovanni Ferrari.